# Arthur von Oettingen
Arthur Joachim von Oettingen (født 16. marts 1836, død 5. september 1920) var en tysk fysiker, bror til Georg og Alexander von Oettingen.
von Oettingen, der var professor i Dorpat og fra 1894 i Leipzig, var ivrig musikamatør (dirigent af dilettantorkester etc.); han er kendt som forfatter af det ansete skrift: Harmoniesystem in dualer Entwicklung (2. oplag 1913 som Das duale Harmoniesystem), til hvis synspunkter navnlig Hugo Riemann sluttede sig.